# 嘉義市 (県轄市)

1951年、新東・新西・新南・新北の4鎮が合併して嘉義市が成立した。

嘉義市（ジアーイー/かぎ-し）は、かつて中華民国台湾省嘉義県に存在した県轄市。

## 沿革
1950年（民国39年）10月25日、「台湾省地方自治実施綱要」に基づき、台湾省全体で行政区画の大規模な改編が行われた。当時省轄市だった嘉義市は廃止され、新東鎮・新西鎮・新南鎮・新北鎮・水上郷・太保郷に再編されて嘉義県に編入された。1951年（民国40年）に新東・新西・新南・新北の4鎮が合併し、嘉義県の県轄市としての嘉義市が成立した。嘉義市は県内で唯一の県轄市であった。
1953年（民国42年）、市内に存在した161の里の統合が行われて105まで減少した。その後も数回の調整が行われ、1978年（民国67年）時点では104の里が存在した。
1982年（民国71年）7月1日、嘉義市は省轄市に再昇格し、嘉義県から分離した。

## 歴代市長
| 代   | 期 | 氏名   | 在任期間                        |
| ---- | -- | ------ | ------------------------------- |
| 代理 | -  | 陳国喜 | 1950年10月25日 - 1951年10月25日 |
| 代理 | -  | 張徳水 | 1951年10月25日 - 1952年1月25日  |
| 1    | 1  | 頼淵平 | 1952年1月25日 - 1954年4月23日   |
| 2    | 2  | 何茂取 | 1954年4月23日 - 1957年4月23日   |
| 2    | 3  | 何茂取 | 1957年4月23日 - 1960年4月23日   |
| 3    | 4  | 蘇玉衡 | 1960年4月23日 - 1962年9月16日   |
| 代理 | 4  | 林金竜 | 1962年9月16日 - 1964年4月23日   |
| 4    | 5  | 方輝竜 | 1964年4月23日 - 1968年3月1日    |
| 5    | 6  | 許世賢 | 1968年3月1日 - 1972年10月31日   |
| 代理 | 6  | 連敏   | 1972年10月31日 - 1973年4月1日   |
| 6    | 7  | 阮志聡 | 1973年4月1日 - 1977年12月30日   |
| 7    | 8  | 阮志聡 | 1977年12月30日 - 1982年3月1日   |
| 8    | 9  | 許世賢 | 1982年3月1日 - 1982年7月1日     |